# Paul-Gilbert Langevin
Paul-Gilbert Langevin (Boulogne-Billancourt, 5 de julio de 1933 - París, 4 de julio de 1986) fue un musicólogo francés que escribió varios libros sobre la música clásica del siglo XIX.

## Biografía
Paul-Gilbert Langevin era hijo del físico francés Paul Langevin (23 de enero de 1872-19 de diciembre de 1946)  y de física e investigadora Éliane Montel (1898-1993), profesora del departamento de ciencias de la Universidad de París.
Estudió en la Escuela Superior de Física y de Química Industriales de París, en la cual su padre  fue director entre 1925 y 1946. Después completó su formación científica en la Soborna (Universidad de París) y en la Universidad Pierre y Marie Curie, con un título en química física bajo la supervisión de René Freymann, quién se convirtió en uno de sus amigos. Langevin también fue amigo del físico Herbert Überall, quien apoyó su trabajo de tesis bajo la dirección de Hans Bethe y su esposa.
Más tarde, Langevin comenzó a apasionarse por la música clásica, en especial por las sinfonías de Anton Bruckner en grabaciones de radio que realizó durante sus primeros años. Por otra parte, en aquella época, conoció al joven prodigio Roberto Benzi, al que admiraba mucho.
Después de terminar su formación científica, Langevin decidió hacer una tesis en la Universidad de Vincennes bajo la dirección de Daniel Charles. El tema que abordó fue sobre la música austriaca del siglo XIX, enfocándose en Anton Bruckner y en el período denominado "etnoromántico".
Luego se convirtió en profesor de física en el departamento de ciencia de la Sorbona y en la Universidad Pierre y Marie Curie (inaugurada en los años 1960), y estudió una carrera como musicólogo, donde conoció a Harry Halbreich, Gustave Kars, Jacques Feschotte, Pierre Vidal, Marc Vignal y Jean-Luc Caron, entre otros.
Langevin se hizo amigo cercano de los directores de orquesta Eric-Paul Stekel, hijo del psicoanalista Wilhelm Stekel , y Florian Hollard, hijo del resistente francés Michel Hollard. Además, fue amigo desde su niñez de Luce Eekman, hija del pintor Nicolas Eekman. En sus estudios de secundaria conoció a Louis Mermaz, y también fue amigo del socialista radical Pierre Mendès France.
A partir de los años 1950 Langevin se apasionó por la música clásica y la música sinfónica, comenzó a escribir artículos, monografías y libros sobre Anton Bruckner, Franz Schubert, Guillaume Lekeu, Albéric Magnard, Guy Ropartz y Charles Koechlin, y estuvo interesado también en las obras de Hugo Wolf, Gustav Mahler, Arnold Schoenberg, Franz Schmidt, Ferruccio Busoni, Leoš Janáček o Carl Nielsen.
Su sobrina Noémie Langevin se casó con Yves Koechlin, hijo del compositor francés Charles Koechlin, por lo que a menudo los visitaba para escribir estudios y catálogos sobre las obras del famoso compositor.
En los años 1970, se casó con Anne-Marie Desbat y tuvieron dos hijos: en 1979, Paul-Eric Langevin, quien se graduó en matemáticas y lingüística; y en 1983, Isabelle Langevin, especialista en cinesiterapia.
Langevin murió de cáncer de riñón el 4 de julio de 1986, un día antes de su cumpleaños número 53.

## Obras
- Anton Bruckner, apogée de la symphonie, L'Age d'Homme, 1977. ISBN 978-2-8251-0880-2
- Le siècle de Bruckner, La Revue Musicale, N°298/299, 1975. ISSN 0768-1593
- Musiciens de France, La Revue Musicale, N°324/326, 1979. ISSN 0768-1593
- Musiciens d'Europe, La Revue Musicale, N°355/357, 1986. ISSN 0768-1593
- Franz Schubert et la symphonie, La Revue Musicale, N°388/390, 1982. ISSN 0768-1593